# Liste der Naturdenkmale in St. Georgen im Schwarzwald
| Naturdenkmale | Anzahl |
| ------------- | ------ |
| FND           | 3      |
| END           | 2      |
| Gesamt        | 5      |

Die Liste der Naturdenkmale in St. Georgen im Schwarzwald nennt die verordneten Naturdenkmale (ND) der im baden-württembergischen Schwarzwald-Baar-Kreis liegenden Stadt St. Georgen im Schwarzwald. In St. Georgen im Schwarzwald gibt es insgesamt fünf als Naturdenkmal geschützte Objekte, davon drei flächenhafte Naturdenkmale (FND) und zwei Einzelgebilde-Naturdenkmale (END).
Stand: 1. November 2016.

## Flächenhafte Naturdenkmale (FND)
| Name                     | Bild | Kennung     | Einzelheiten               | Position | Fläche Hektar | Datum         |
| ------------------------ | ---- | ----------- | -------------------------- | -------- | ------------- | ------------- |
| Brigachaue-Lochwäldle    | BW   | 83260520008 | St. Georgen im Schwarzwald | ⊙        | 5,0           | 23. Dez. 1985 |
| Föhrenbächle-Talwiese    | BW   | 83260520006 | St. Georgen im Schwarzwald | ⊙        | 3,6           | 25. Nov. 1983 |
| Klosterweiher-Aue        | BW   | 83260520007 | St. Georgen im Schwarzwald | ⊙        | 5,0           | 6. Dez. 1984  |
| Legende für Naturdenkmal |      |             |                            |          |               |               |

## Einzelgebilde (END)
| Name                     | Bild | Kennung     | Einzelheiten                                                           | Position | Fläche Hektar | Datum         |
| ------------------------ | ---- | ----------- | ---------------------------------------------------------------------- | -------- | ------------- | ------------- |
| Große Tanne – 1 Picea    | BW   | 83260520004 | St. Georgen im Schwarzwald Nicht mehr in der LUBW-Datenbank vorhanden. | ⊙        | 0,0           | 10. Dez. 1950 |
| Schillertanne – 1 Abies  | BW   | 83260520003 | St. Georgen im Schwarzwald                                             | ⊙        | 0,0           | 10. Dez. 1950 |
| Legende für Naturdenkmal |      |             |                                                                        |          |               |               |